# Académie d'État du Génie civil et de l'Architecture d'Odessa
L'Académie d’État du Génie civil et de l'Architecture d'Odessa (ukrainien : Одесская государственная академия строительства и архитектуры, ОГАСА), fondée en 1930, est un établissement d'enseignement supérieur d'Ukraine. 

## Histoire
L'Académie commence son histoire en 1930 en tant qu'Institut de génie civil d'Odessa. Ainsi, en septembre 1918, la Douma de la ville décida de créer l'Institut polytechnique d'Odessa qui au début se composait de trois facultés.
Par décret du Comité exécutif central et du Conseil des commissaires du peuple de l'URSS du 23 juillet 1930, l'Institut de génie civil d'Odessa (OISI) a été créé. Il se composait des facultés suivantes :
- Faculté d'architecture (avec les départements d'architecture et de planification);
- Faculté de construction industrielle et civile (avec services de conception et d'exécution des travaux);
- Faculté sanitaire et technique (avec des sections d'alimentation en eau et d'assainissement, de chauffage et de ventilation);
- Faculté des liaisons urbaines (voies et ponts).

Conformément au décret du Conseil des ministres de l'URSS du 1er mars 1951 et selon l'arrêté du ministre de l'Enseignement supérieur et secondaire de l'URSS du 6 avril 1951, l'Institut de génie civil d'Odessa a été rebaptisé Institut hydrotechnique (OGTI). En plus des anciennes facultés, trois nouvelles ont été créées :
- Faculté de génie hydraulique fluvial (RGS);
- Faculté de construction hydrotechnique maritime (MGS);
- Faculté de construction industrielle et civile (ASG).

Le processus éducatif était assuré par 25 départements et 88 enseignants. Dans les années 50, l'OSTI est devenu l'un des plus grands établissements d'enseignement du pays. Le nombre annuel moyen d'étudiants était de 3733 étudiants. Cette augmentation du nombre d'étudiants a causé de nombreux problèmes. La base matérielle et technique de l'institut ne répondait pas aux besoins de l'université, il y avait un besoin urgent de construire des bâtiments d'enseignement et de laboratoire, une bibliothèque, des salons et des dortoirs. Par conséquent, un bâtiment d'enseignement et de laboratoire a été construit, qui est finalement devenu le bâtiment principal de l'institut.
Par arrêté du 22 avril 1957, le ministère de l'Enseignement supérieur et secondaire spécialisé de l'URSS, a réorganisé l'OSTI en Institut de génie civil avec les facultés suivantes : 
- Faculté de construction;
- Faculté d'ingénierie hydraulique;
- Faculté sanitaire;

et trois départements - département de jour, département de soir et département d'enseignement par correspondance.
En 1966, en raison des besoins de l'État, le profil de l'institut a été élargi, de nouvelles facultés ont été créées :
- Faculté de construction et technologie;
- Faculté d'architecture;
- Faculté de design et construction industrielle et civile.

Déjà en 1970, l'institut comptait 10 facultés, dont deux situées dans les villes de Nova Kakhovka et Mykolaïv; 38 départements, où travaillent 484 enseignants, dont 188 candidats et docteurs en sciences, professeurs associés et professeurs. Dans les années 1970, le corps étudiant de l'institut a atteint un nombre record - 10 mille personnes.
En 1971 également, la construction d'un bâtiment d'enseignement et de laboratoire à plusieurs étages de la Faculté d'architecture, d'un dortoir supplémentaire, d'un bâtiment pour un centre informatique et d'une salle de diplômes a été achevée.
En 1981, pour la première fois en Ukraine, la formation de spécialistes pour les besoins de l'industrie nucléaire a commencé.
Le 25 janvier 1994, la commission du ministère de l'Éducation et des Sciences de l'Ukraine a approuvé le nouveau statut de l'institut - l'Académie. Par le décret du Conseil du Cabinet des ministres de l'Ukraine du 20 avril 1994 et l'arrêté du ministère de l'Éducation de l'Ukraine du 18 mai 1994, l'Académie d'État de génie civil et d'architecture d'Odessa (OGASA) a été créée. Le haut niveau de formation des spécialistes a permis à l'Académie de devenir membre de l'Association européenne des universités depuis 1992, et depuis 1996 - membre de l'Association internationale des universités. 

## Anciens étudient célèbres
- Gueorgui Deliev
- Vasyl Melnychuk
- Stepan Ryabchenko